# غاريث ستيفنز
غاريث ستيفنز (بالإنجليزية: Gareth Stephens)‏ هو لاعب دوري الرغبي بريطاني، ولد في 15 أبريل 1974 في Pontefract ‏ في المملكة المتحدة.